# Europäische Stammtafeln
Europäische Stammtafeln (Европейские генеалогические древа) — капитальный труд по генеалогии европейской знати.
Первое издание (в двух томах) опубликовал в 1935 и 1936 годах князь Вильгельм Карл фон Изенбург (Wilhelm Karl von Isenburg) (1903—1956) под названием Stammtafeln zur Geschichte der europäischen Staaten («Генеалогические древа по истории европейских государств»).
В первый том вошла генеалогия немецких княжеских родов, во второй том — других европейских.
Затем работу продолжил барон Франк Фрайтаг фон Лорингхофен (Frank Freytag von Loringhoven) (1910—1977). Он в 1953 году издал ещё два тома: «Высшая знать Германии» и «Высшая знать Австро-Венгрии», под общим названием «Europäische Stammtafeln. Stammtafeln zur Geschichte der europäischen Staaten».
В последующие 20 лет исследование Лорингхофена неоднократно переиздавалось, перерабатывалось и дополнялось. Но пятый том он так и не успел подготовить.
После смерти Лорингхофена работу продолжил Детлеф Швеннике (Detlev Schwennicke) (1930—2013). Он издал сначала пятый том (указав авторство предшественника), потом, в 1980—1996 годах — новое 16-томное издание.
Затем оно было продолжено ещё 6 книгами. Начиная с XVI тома, издание получило укороченное название: «Europäische Stammtafeln».